# Lauter (Saxe)
Pour les articles homonymes, voir Lauter.
Lauter est une ancienne commune de Saxe (Allemagne), située dans l'arrondissement des Monts-Métallifères. Avec effet au 1er janvier 2013, elle a fusionné avec Bernsbach sous le nom de Lauter-Bernsbach.